# Vier Pfeifen Opium
Vier Pfeifen Opium ist ein 1957 in Vietnam entstandenes, US-amerikanisches Filmdrama von Joseph L. Mankiewicz nach der 1955 publizierten Romanvorlage Der stille Amerikaner von Graham Greene mit Audie Murphy, Michael Redgrave und der 19-jährigen Italienerin Giorgia Moll in den Hauptrollen.

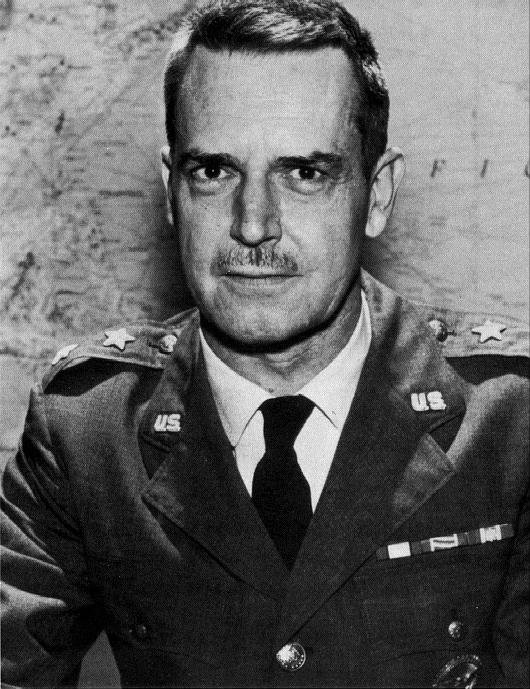
Der CIA-Offizier Edward Lansdale (Foto von 1963) wird oftmals (fälschlicherweise) als Vorbild für die Romanfigur des „stillen Amerikaners“ Alden Pyle angesehen. Er nahm bei der Verfilmung 1957 durch seine ungenannt gebliebene und den Leitgedanken des Romans völlig verfälschende Beteiligung am Drehbuch Einfluss auf den Regisseur, damit der US-Agent als aufrechter Kämpfer für die Freiheit und der britische Journalist Fowler als zwielichtiger Charakter dargestellt wird.

## Handlung
Während der Feierlichkeiten zum chinesischen Neujahr 1952 im vietnamesischen Saigon wird die Leiche eines jungen Amerikaners an einem Flussufer gefunden. Der darüber nicht informierte britische Reporter Thomas Fowler wundert sich darüber, dass eben jener Amerikaner nicht zu einer Verabredung erschienen ist, und geht ihn daraufhin suchen. Der französische Kolonialpolizist Inspektor Vigot, der den Mord an dem namenlosen Amerikaner untersucht, zitiert Fowler ins Polizeipräsidium. Vigot erkundigt sich nach Fowlers Treffen und fragt, ob er bestätigen könne, dass Fowlers ehemalige Freundin Phuong und der Amerikaner verlobt sind. Fowler ist zu keiner Auskunft darüber bereit, bestätigt jedoch, dass der Amerikaner Mitglied von Friends of Free Asia war, einer Organisation, die mittels Lieferungen von Medikamenten und Nahrungsmitteln vor Ort Hilfe leistet. Inspektor Vigot bittet Fowler anschließend, die Leiche zu identifizieren. Nachdem Fowler bestätigt hat, dass der Tote der Amerikaner ist, bleibt er im Leichenschauhaus und erinnert sich an eines seiner ersten Treffen mit ihm vor einigen Monaten.
Rückblende: Bei einem Drink mit Phuong, Fowlers lokalem Informanten Dominguez und dem Amerikaner diskutiert Fowler kontrovers über Sinn und Unsinn des französischen Kolonialkriegs gegen die immer stärker werdenden Kommunisten. Der Amerikaner findet, dass es Zeit sei, dass sich die Vietnamesen selbst regieren. Dominguez, der gerade aus dem Norden des Landes zurückgekehrt ist, rät Fowler, die Region zu besuchen. Der Amerikaner lädt Fowler und Phuong in das Restaurant „Rendezvous“ ein, wo er die extra gebuchten Eskort-Damen links liegen lässt und stattdessen mit Phoung tanzt. Fowler wird von Phuongs Schwester Miss Hei begleitet, die sich nach dem finanziellen Hintergrund des Amerikaners erkundigt. Eine Woche später reist Fowler in den Norden und ist überrascht, als er dort den Amerikaner wiedertrifft. Der wurde vom Militär aufgegriffen, weil er in der von Kommunisten unterwanderten Region allein unterwegs war. Der Amerikaner gesteht Fowler bei dieser Gelegenheit, dass er sich in Phuong verliebt habe. Fowler spottet über die Entschlossenheit des Amerikaners, Phuong zu heiraten, gibt aber zu, dass er selbst die Asiatin niemals heiraten könne, weil er bereits verheiratet sei und die Religion seiner Gattin eine Scheidung verbietet. Nachdem der Amerikaner abgereist ist, erhält Fowler ein Telegramm, in dem ihm mitgeteilt wird, dass er als leitender Auslandsredakteur auf einen Posten in London befördert wurde.
Fowler verbringt die nächsten zwei Wochen damit, über den Krieg im Norden zu berichten, zeigt sich aber besorgt über die Verbindung zwischen Phuong und dem Amerikaner. Nach seiner Rückkehr nach Saigon erfährt Fowler von Dominguez, dass der Amerikaner zusätzlich zu den medizinischen Hilfsgütern für seine Mission auch Kunststofflieferungen erhalten habe. Fowler entdeckt auch, dass der Amerikaner ständig mit Phuong zusammen war, aber stets in Begleitung von Miss Hei. Später trifft der Amerikaner in Begleitung Phuongs Fowler, um diesem klarzumachen, dass seine Absichten Phuong gegenüber ernsthafter Natur sind. Fowler gerät daraufhin mit dem Amerikaner in einen Streit, und auch die ominöse Plastiklieferungen sorgt zwischen den beiden so unterschiedlichen Männern für Konfliktstoff. Der Amerikaner behauptet, dass das Plastik für die Herstellung von Kinderspielzeug gebraucht werde. Da der Amerikaner weder Französisch noch Vietnamesisch spricht und Phuong kein Englisch versteht, bitte er Fowler darum, seinen Heiratsantrag für Phuong zu übersetzen. Anschließend reist der Amerikaner weiter.
Fowler entschließt sich dazu, seine Frau daheim um die Scheidung zu bitten. Einige Tage später beobachten Fowler und andere Journalisten auf dem Land die religiöse Zeremonie der Cao-Dai-Sekte und befragen dessen Militärkommandanten. Der Amerikaner ist anwesend und bittet Fowler, vor Einbruch der Dunkelheit, wenn in der Regel die kommunistischen Attacken beginnen, mit ihm zurück in die Stadt fahren zu dürfen. Als Fowlers Auto in der Abenddämmerung das Benzin ausgeht, sind die beiden Männer gezwungen, in der Unterkunft zweier vietnamesischer Wachposten Zuflucht zu suchen. Dort diskutieren Fowler und der Amerikaner über Politik, aber der Engländer glaubt nicht an die Hoffnungen des Amerikaners, dass es eine Alternative zwischen französischen Kolonialherrschaft und Herrschaft der Kommunismus geben werde. Als gegen Morgengrauen die Unterkunft von einem herannahenden Panzer der kommunistischen Armee bedroht wird, fliehen Fowler und der Amerikaner. Nachdem Fowler sich am Knöchel verletzt hat, verstecken sich er und der Amerikaner in einem Reisfeld.
Einige Tage später, als Fowler das Krankenhaus zur Behandlung seines gebrochenen Knöchels verlässt, erhält er eine Antwort von seiner Frau, die seine Bitte um Scheidung ablehnt. Als Phuong nach dem Brief fragt, sagt Fowler ihr, dass seine Frau der Scheidung zugestimmt habe, und wiederholt die Lüge später gegenüber dem Amerikaner. Fowler sucht den Kontakt zu einem chinesischen Mittelsmann, Mr. Heng, der zugibt, Kommunist zu sein, um mehr über die politische Situation zu erfahren. Heng zeigt Fowler eine leere Plastikdose mit amerikanischem Etikett und zerbrochene Plastikformteile. Am nächsten Tag kommt es zu einer Konfrontation zwischen dem Amerikaner und Fowler in einem Restaurant. Es stellt sich heraus, dass Phuong das Antwortschreiben von Fowlers Ehefrau zur Übersetzung an ihre Schwester gebracht und damit Fowlers Lüge entlarvt hat. An diesem Nachmittag trifft sich Heng mit Fowler in der Stadt, um ihm mehrere Fahrräder mit Reifenpumpen aus Kunststoff zu zeigen, die angeblich zu den von dem Amerikaner vertriebenen Formteilen passen. Verunsichert kehrt Fowler in seine Wohnung zurück und stellt fest, dass Phuong ihn für den Amerikaner verlassen hat.
Kurz darauf explodieren mehrere Fahrräder auf dem zentralen Platz der Stadt und verletzen viele Menschen schwer. Fowler stößt auf den Amerikaner, der medizinische Hilfe verteilt, und geht mit ihm hart ins Gericht, da er glaubt, der Amerikaner habe die Sprengstoff enthaltenden Plastikpumpen an diejenigen Kräfte geliefert, die ein unabhängiges Vietnam unterstützen. Der weist jede Schuld von sich. Fowler lässt seinen Frust über die vermeintlich naiven politischen Aktionen des Amerikaners gegenüber Heng aus. Der bietet dem Briten an, den Amerikaner loszuwerden, und schlägt vor, dass Fowler den Amerikaner noch heute zu einem Abendessen einlädt. Bereits am Nachmittag kommt es zu einer Begegnung zwischen den beiden Kontrahenten, und Fowler beschuldigt den Amerikaner, sich in innervietnamesische Angelegenheiten einzumischen. Der Amerikaner weist die Anschuldigung zurück und erklärt, ein bekannter Vietnamese, den er an der Princeton University getroffen habe, habe sein Interesse an Vietnam geweckt. Der Amerikaner enthüllt, dass er heimkehren werde und Phuong mitnehmen wolle. Zu dem verabredeten Abendessen kommt es nicht mehr, da die Kommunisten den Amerikaner umgebracht haben.
Zurück in der Jetztzeit: Fowler verlässt das Leichenschauhaus, wo die sterblichen Überreste des Amerikaners aufbewahrt werden, um Phuong mitzuteilen, dass ihr Geliebter tot sei. Am nächsten Tag bringt Vigot Fowler in die Wohnung des Amerikaners und enthüllt ihm, dass er weiß, dass Fowler gelogen habe, als er behauptete, dass er den Amerikaner nach den Bombenexplosionen zuletzt auf dem Platz gesehen habe. Dafür gebe es bestimmte Indizien. Als Fowler versucht, die fehlgeleiteten Aktivitäten des Amerikaners zu erklären, erwidert Vigot, dass Fowlers Eifersucht auf den Amerikaner von den Kommunisten instrumentalisiert wurde, um den Amerikaner loszuwerden. Fowler ist fassungslos, als Vigot enthüllt, dass Heng der Chef eines kommunistischen Attentatskomitees und Dominguez ein langjähriger kommunistischer Handlanger ist. Vigot gibt dem Reporter dann ein Telegramm von Fowlers Frau, das bei Dominguez gefunden wurde. In dem Telegramm stimmt Fowlers Frau der Scheidung zu. Daraufhin macht sich Fowler auf die Suche nach Phuong. Zu seiner Bestürzung findet er sie als Escort-Girl im „Rendezvous“. Sie erklärt trotz seiner Einlassung, sie nun doch heiraten zu wollen, nicht mehr zu ihm zurückkommen zu wollen.

## Produktionsnotizen
Gefilmt wurde Vier Pfeifen Opium mit seinen Außenaufnahmen in Vietnam. Es soll sich dabei um den ersten (westlichen) Spielfilm gehandelt haben, der in diesem Land gedreht wurde. Die Interieurs entstanden in den Studios von Cinecittà (Rom). Die Dreharbeiten begann am 28. Januar 1957 und dauerten ziemlich genau drei Monate. Die Weltpremiere fand in New York am 5. Februar 1958 statt. Die deutsche Erstaufführung des in der deutschen Fassung gegenüber der US-Version um 17 Minuten gekürzten Films war am 31. Oktober 1958.
Rino Mondellini schuf in Cinecittà die Filmbauten, Bill Thomas entwarf die Kostüme. Bud Westmore war der Maskenbildner.

## Synchronisation
| Rolle                    | Darsteller       | Synchronsprecher       |
| ------------------------ | ---------------- | ---------------------- |
| Der Amerikaner           | Audie Murphy     | Eckart Dux             |
| Thomas Fowler            | Michael Redgrave | Heinz Engelmann        |
| Inspektor Vigot          | Claude Dauphin   | Ernst Konstantin       |
| Phuong                   | Giorgia Moll     | Brigitte Grothum       |
| Miss Hel                 | Kerima           | Tilly Lauenstein       |
| Bill Granger             | Bruce Cabot      | Wolfgang Eichberger    |
| Dominguez                | Fred Sadoff      | Ottokar Runze          |
| Joe Morton               | Clinton Anderson | Klaus Miedel           |
| Eliot Wilkens            | Peter Trent      | Friedrich Schoenfelder |
| Hostesse im „Rendezvous“ | Yoko Tani        | Maria Körber           |

## Wissenswertes
Während Graham Greene seinem Roman eine bewusst USA-kritische Note gab, zeigte sich der sehr nationalistisch eingestellte, hoch dekorierte ehemalige Weltkriegssoldat und Schauspieler Audie Murphy nur dann bereit, in dem Film die titelgebende Rolle des namenlosen Amerikaners zu übernehmen, wenn die angeblich antiamerikanische Note verschwinden würde. Und so ist die Rollenzeichnung des Titelhelden in dieser Greene-Verfilmung komplett anders als die in dem Roman, und anstatt US-amerikanisches Gebaren in Südostasien zu kritisieren, wurde bei dieser Adaption eine stark antikommunistische Ausrichtung vorgenommen. Vorlageautor Greene soll mit dieser Verfilmung sehr unzufrieden gewesen sein, da sie seinen Intentionen komplett widersprach. Er nannte dementsprechend diese Version einen „Propagandafilm für Amerika“. Auch widersprach er der Behauptung, sein Amerikaner sei dem CIA-Agenten Lansdale, der erheblich auf die Umgestaltung von Mankiewiczs Drehbuch Einfluss genommen hatte, nachempfunden. Vielmehr orientiere sich sein Roman-Amerikaner, so Greene, an Leo Hochstetter, einem Vertreter (Öffentlichkeitsarbeit) der Economic Aid Mission in Indochina (die allerdings CIA-Nähe besaß).
Mit Der stille Amerikaner erschien 2002 eine weitere, diesmal werkgetreuere Verfilmung der literarischen Vorlage.

## Kritiken
Der Film erhielt ziemlich gemischte Reaktionen, die vor allem auf den Unterschied zu dem Roman und seiner US-kritischen Ausrichtung hinwiesen.
Bosley Crowther schrieb in der New York Times: „Es ist offensichtlich, dass Joseph L. Mankiewicz eine bessere Meinung von der Titelfigur in Graham Greenes „The Quiet American“ hat als der britische Schriftsteller. Wobei Mr. Greene den Burschen zu einem ziemlich aufdringlichen diplomatischen Typ gemacht hat, der sich viel mehr einmischt, als gesund ist. (…) Mr. Mankiewicz … entzieht Mr. Greenes Bericht ziemlich deutlich den Stachel, indem er das antiamerikanische Gift aus seiner ironischen Parabel entfernt. Tatsächlich erlaubt Mr. Mankiewicz, dass es vage bleibt, was schließlich außerhalb der Leinwand passiert, und beschließt sein potenzielles Melodram mit viel moralistischem Geschwätz. Allerdings bekommt er von Audie Murphy eine sehr interessante und mutige Darstellung als Gutmenschen-Amerikaner, und er bringt Michael Redgrave dazu, ziemlich leidenschaftlich und schließlich instabil als Zeitungsmann zu agieren. (…) Szenen, die in den Straßen von Saigon gedreht wurden, haben eine lebhafte dokumentarische Qualität, und tatsächlich hat der ganze Film einen Duft echter Reibung im brodelnden Orient. Es ist fast durchgehend spannend. Er lässt einen am Ende staunen.“
Der Spiegel dekretierte anlässlich der deutschen Premiere im Herbst 1958: „Graham Greene, Spezialist für intellektuelle religiöse Konfliktsstoffe (Die Kraft und die Herrlichkeit) und populäre Reißer (Der dritte Mann), spendete der Kino-Leinwand jetzt seinen Roman »Der stille Amerikaner«. (…) Dem auf Kammerspielton bedachten Regisseur Joseph L. Mankiewicz (Alles über Eva) gelang es nicht, aus Greenes gescheiter Konversation und dem ostasiatischen Milieu kompakte Filmspannung zu gewinnen.“
Halliwell’s Film Guide nannte den Streifen eine nur „halberfolgreiche Exkursion in das Territorium Graham Greenes“, während der Movie & Video Guide hier „eher eine Mordgeschichte als den beabsichtigten politischen Thriller“ verortete.
Das Lexikon des Internationalen Films schrieb: „Routiniert inszenierter Abenteuerfilm mit kriminalistischen Akzenten, der jedoch nie die Tiefgründigkeit der Romanvorlage von Graham Greene ("Ein stiller Amerikaner") erreicht.“